# Masquefa
Masquefa est une commune de la province de Barcelone, en Catalogne, en Espagne, de la comarque d'Anoia

## Personnalités liées à la ville
- Maria Carme Junyent i Figueras (1955-2023), linguiste, y est née.